# Diocese de Alcalá de Henares
A Diocese de Alcalá de Henares (em latim: Dioecesis Complutensis) é uma diocese da Igreja Católica localizada no município de Alcalá de Henares, na província e comunidade autónoma de Madrid. É pertencente a Arquidiocese de Madrid na Espanha. Foi fundada em 23 de julho de 1991 pelo Papa João Paulo II. Com uma população católica de 744 381 habitantes, sendo 86,7% da população total, possui 208 paróquias com dados de 2022.

## História
Em 23 de julho de 1991 o Papa João Paulo II cria a Diocese de Alcalá de Henares através da Arquidiocese de Madrid.

## Lista de bispos
A seguir uma lista de bispos desde a criação da diocese em 1991.
|                          | Nome                        | Período      | Notas                      |
| Bispos                   | Bispos                      | Bispos       | Bispos                     |
| ------------------------ | --------------------------- | ------------ | -------------------------- |
| 4.º                      | Antonio Prieto Lucena       | 2023 - atual |                            |
| 3.º                      | Juan Antonio Reig Pla       | 2009-2022    | Bispo emérito              |
| 2.º                      | Jesús Esteban Catalá Ibáñez | 1999-2008    | Nomeado bispo de Málaga    |
| 1.º                      | Manuel Ureña Pastor         | 1991-1998    | Nomeado bispo de Cartagena |
| Administrador apostólico |                             |              |                            |
|                          | Jesús Vidal Chamorro        | 2022-2023    | Bispo auxiliar de Madrid   |